# Tanya Wright
Tanya Wright (* 3. Mai 1971 in New York) ist eine US-amerikanische Schauspielerin.

## Leben
Tanya Wright wurde im New Yorker Stadtteil Bronx als ältestes von vier Kindern geboren. Bei ihrer Geburt war ihre Mutter 15 Jahre alt. In ihrer Kindheit wurde sie als schüchtern und kreativ beschrieben.
Nach ihrem Highschool-Abschluss besuchte Wright das Vassar College, wo sie einen Abschluss in vergleichender Literaturwissenschaften erhielt. Nach ihrem Abschluss schrieb sie neben der Schauspielerei auch über einen kurzen Zeitraum für die New York Times.
Im Jahr 1986 hatte Wright ihr erstes Engagement für eine TV-Serie. In zwei Folgen spielte sie in Die Bill Cosby Show die Freundin des von Malcolm-Jamal Warner gespielten Theo Huxtable. Nach kleinen Auftritten in Serien wie Parker Lewis – Der Coole von der Schule und Beverly Hills, 90210 erhielt sie neben Dave Chappelle eine Hauptrolle in der kurzlebigen Sitcom Buddies, die jedoch nach sechs ausgestrahlten Folgen abgesetzt wurde. Einem breiteren Publikum wurde Wright durch ihre größere Nebenrolle in der ersten Staffel von 24 bekannt, in der sie Patty Brooks, die Assistentin des Präsidentschaftskandidaten, spielte. In den Serien New York Cops – NYPD Blue und True Blood hatte sie ebenfalls eine wiederkehrende Rolle.
Im Jahr 2011 erschien der Film Butterfly Rising, für den Wright das Drehbuch schrieb. Bei diesem Film übernahm sie auch die Regie und eine tragende Rolle.
In der Netflix-Serie Orange Is the New Black stellte sie von 2013 bis 2018 die Nebenfigur Crystal Burset dar. In dieser Zeit erhielt die Serie zwei Screen Actors Guild Awards für das beste Ensemble.

## Filmografie (Auswahl)
- 1986: Die Bill Cosby Show (2 Episoden)
- 1991: Parker Lewis – Der Coole von der Schule (1 Episode)
- 1994: Beverly Hills, 90210 (1 Episode)
- 1995: Alle unter einem Dach (1 Episode)
- 1996: Buddies (Fernsehserie, 14 Episoden)
- 1998: Police Academy (7 Episoden)
- 1999: Moesha (2 Episoden)
- 2000–2001: The District – Einsatz in Washington (2 Episoden)
- 2001–2002: 24 (9 Episoden)
- 2002: New York Cops – NYPD Blue (6 Episoden)
- 2004: Strong Medicine: Zwei Ärztinnen wie Feuer und Eis (1 Episode)
- 2003–2004: The Handler (16 Episoden)
- 2007: Emergency Room – Die Notaufnahme (1 Episode)
- 2011: Butterfly Rising
- 2008–2014: True Blood (18 Episoden)
- 2014: Good Wife (1 Episode)
- 2013–2018: Orange Is the New Black (11 Episoden)
- 2018: Madam Secretary (1 Episode)

## Unternehmerische Tätigkeit
Wright gründete eine Kosmetikfirma für Haarprodukte. Ein Teil ihrer Einnahmen wird an den Actors Fund gespendet.